# Реєн
Реєн (нід. Rijen) — місто в нідерландській провінції Північний Брабант. Входить до муніципалітету Гілзе-ен-Реєн.

## Галерея

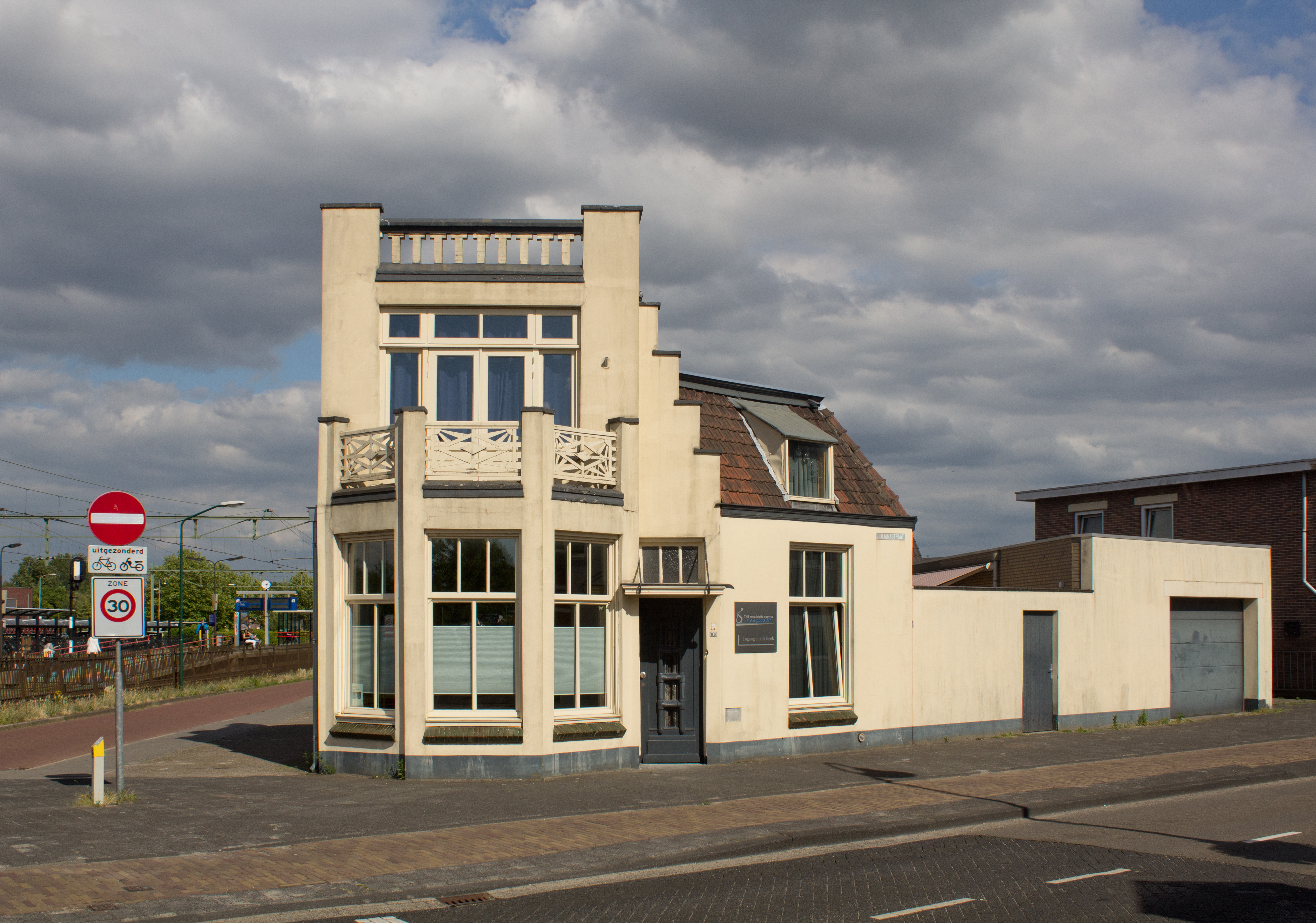
Будинок у Реєні
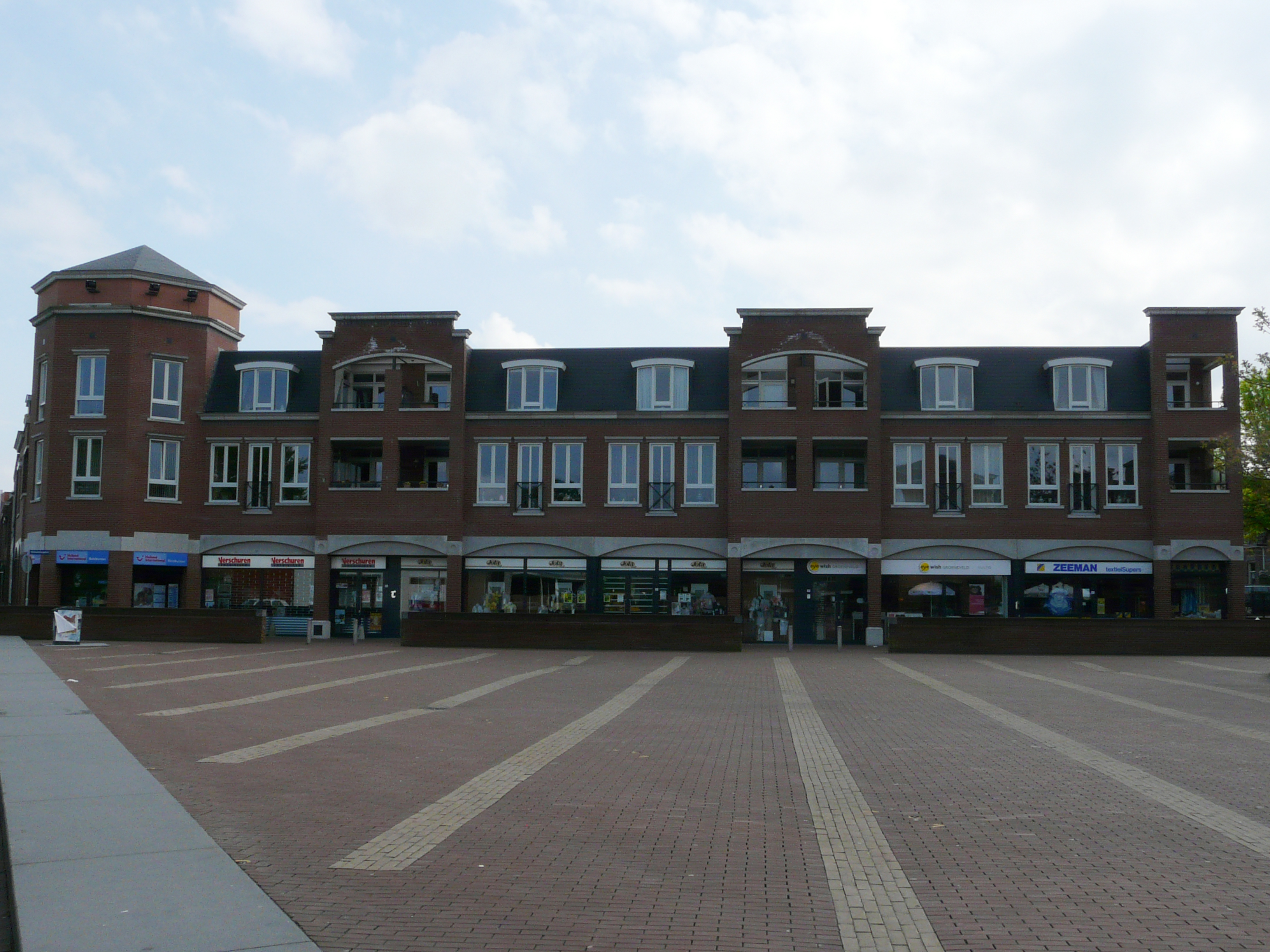
Торговельна вулиця
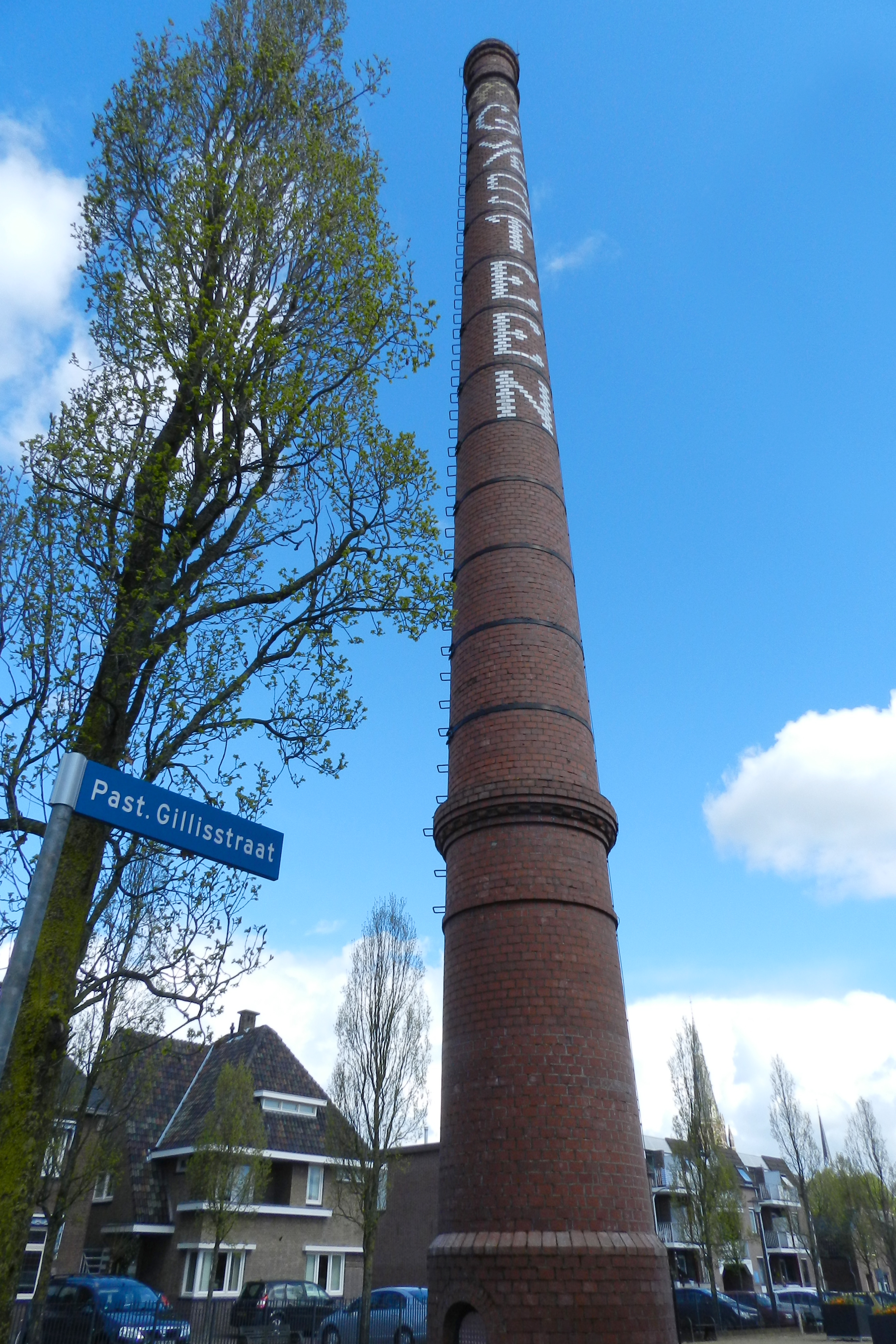
Димар
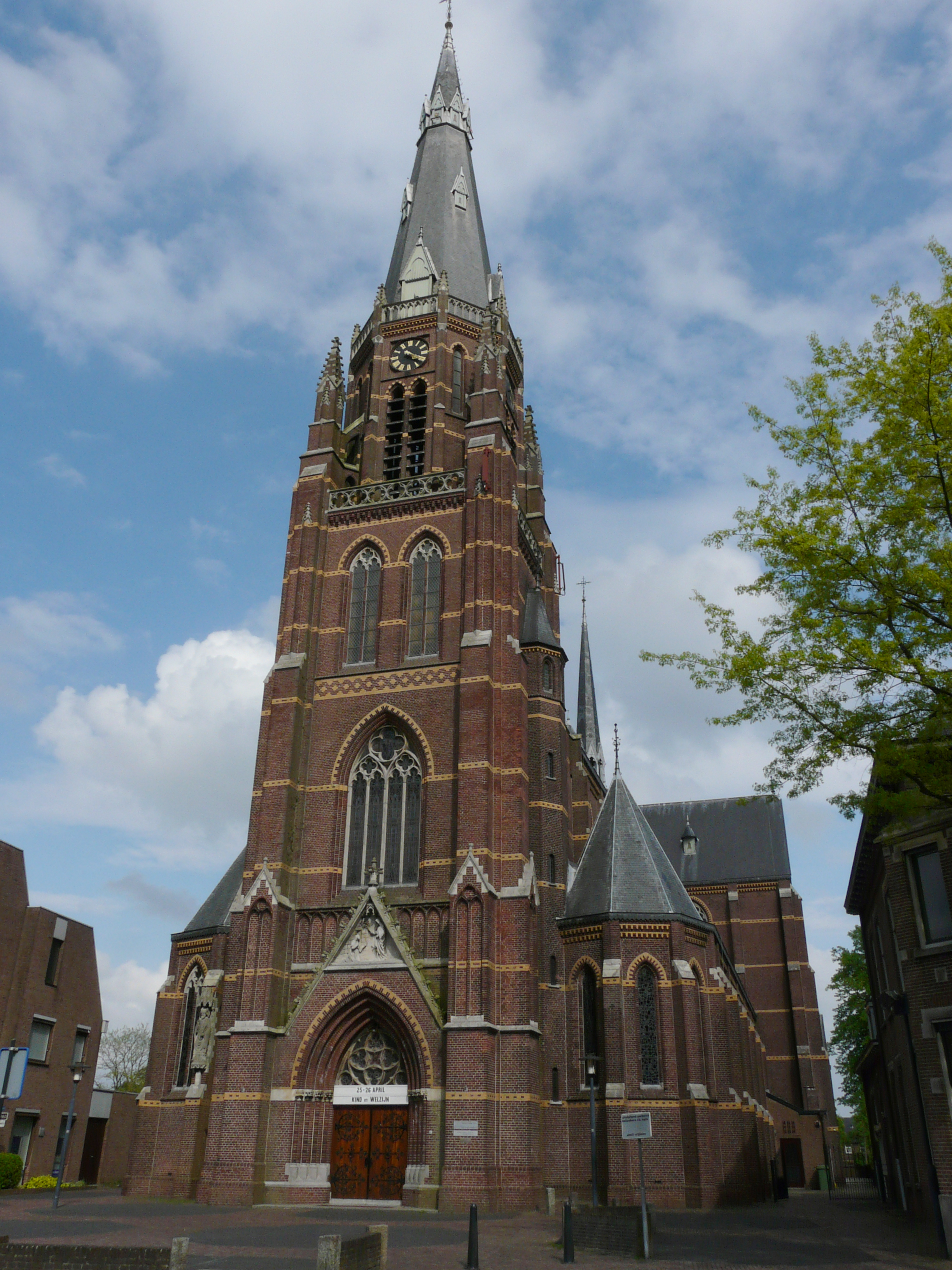
Церква Марії Магдалени